# Hipocampo (mitologia)

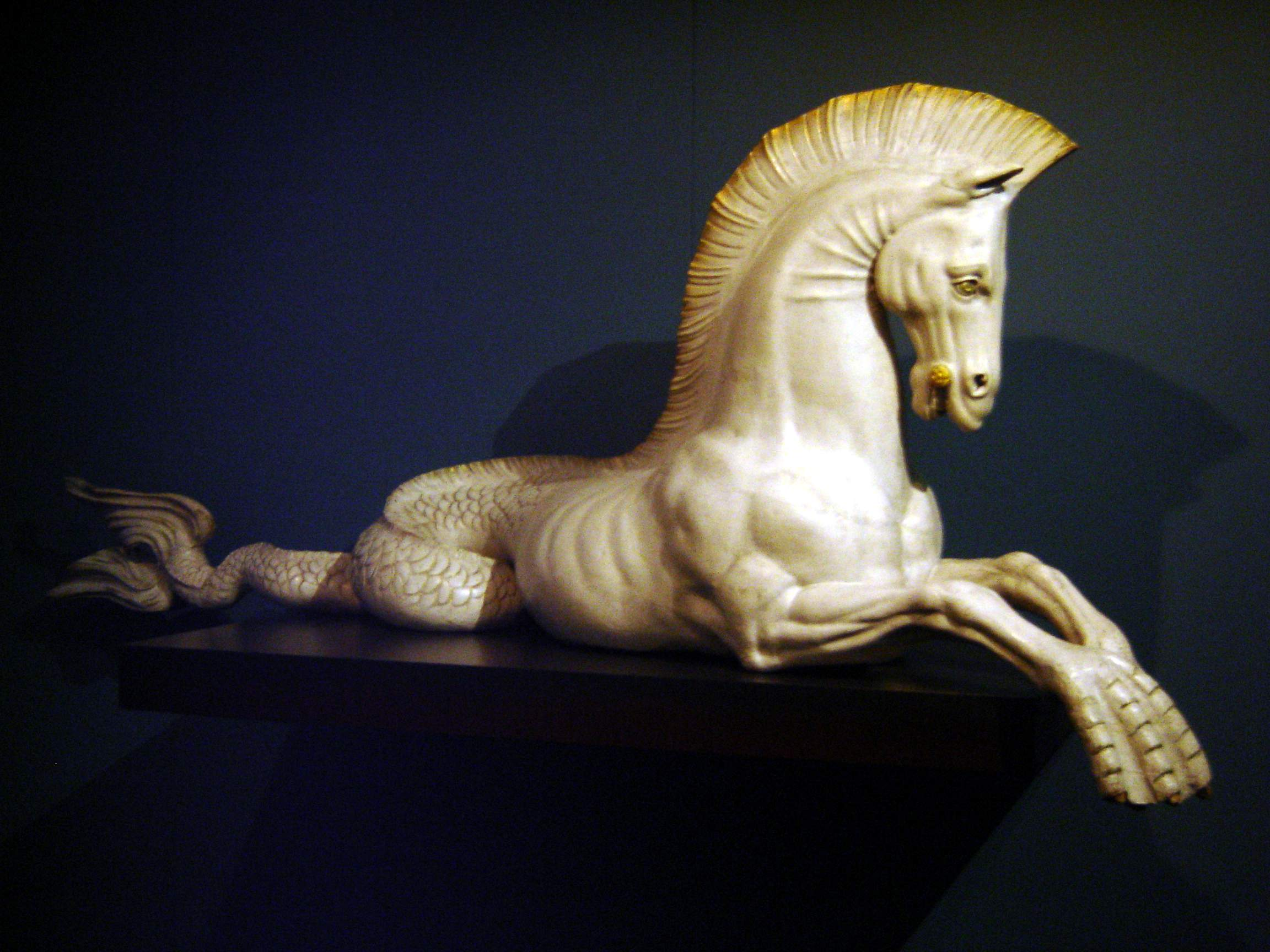
Escultura de um hipocampo heráldico, de um escultor francês não identificado, atualmente em exibição no Museu Marítimo Nacional, em Sydney, Austrália.

O hipocampo (em grego: ἱππόκαμπος, junção de ἵππος, cavalo, mais κάμπος kampos, monstro) é uma criatura mitológica partilhada pela mitologia fenícia e grega. Tem tipicamente sido descrito como cavalo na parte anterior do seu corpo e peixe na parte posterior com a cauda escamosa, como um cavalo-marinho.

## Mitologia

### Fenícios
Moedas cunhadas em Tiro por volta do século IV a.C. mostram Melcarte, o deus tutelar da cidade, em um hipocampo alado e acompanhado por golfinhos. Moedas de prata do mesmo período de Biblos exibem um hipocampo mergulhando sob uma galé com três hoplitas em seu anverso.

### Gregos e romanos
Na mitologia grega, o hipocampo servia de companhia e montaria às nereidas e de animal de tração ao carro de Poseidon. Seres com características semelhantes aparecem na arte de outras culturas, inclusive a Mesopotâmia e a Índia. Também foi representado em bronzes, prataria e pinturas da Antiguidade romana ao período barroco.
.

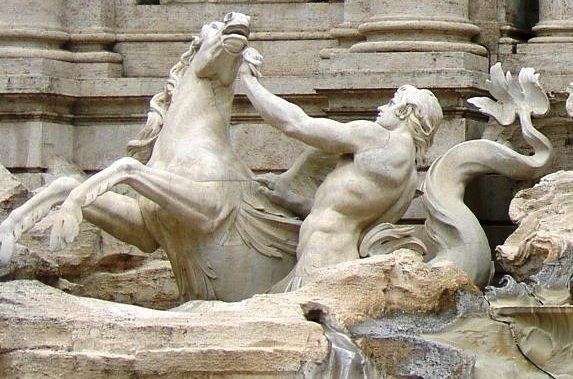
Hipocampo alado e Tritão na Fontana di Trevi, Roma

Criados por Poseidon a partir da espuma do mar, são animais com caudas de peixe brilhantes, semelhantes ao arco-íris, e a parte frontal de seus corpos são de corcel branco. Os hipocampos são as montarias do exército de Poseidon.
Homero associa Poseidon, que era o deus dos cavalos, tremores na terra e no mar, causados pelos cascos de bronze dos cavalos sobre a superfície do mar, e Apolónio de Rodes, sendo conscientemente arcaico em Argonautica, descreve o cavalo de Poseidon que emerge do mar e galopando para longe do outro lado das areias líbias.
Em imagens helenísticas e romanas, no entanto, Posídon (ou Netuno) muitas vezes leva uma carruagem marítima puxada por hipocampos. Assim, hipocampos são associados com esse deus em ambas as representações antigas e as mais modernas, como nas águas do século XVIII na Fonte de Trevi em Roma.[carece de fontes?]
O aparecimento de hipocampos em água doce e água salgada é contra-intuitivo para uma audiência moderna, embora não a antiga. A imagem grega do natural ciclo hidrológico não tem em conta a condensação de água na atmosfera em forma de chuva para reabastecer o lençol freático, mas imaginou a água do mar sendo "reabastecida" através de cavernas e aquíferos.

## Influências
O gênero taxonômico Hippocampus, dos cavalos-marinhos, possui seu nome derivado do hipocampo, assim como o órgão hipocampo, principal sede da memória e importante componente do sistema límbico humano, que foi assim nomeado por Giulio Cesare Aranzio em 1587 devido a sua semelhança a um cavalo-marinho.
Como integrante da mitologia grega, o hipocampo aparece em várias obras da cultura popular, como Saint Seya.